# 사야역
사야역(일본어: 佐屋駅)은 일본 아이치현 아이사이시에 위치한 나고야 철도 비사이선의 철도역이다. 역 번호는 TB 09이며, 단선 · 섬식의 형태를 합친 2면 3선 구조의 복합 승강장을 갖춘 지상역이다.

## 타는 곳
| 1 | ■ 비사이 선 | 하행 | 쓰시마 · 모리카미 · 스카구치 · 나고야 · 니시오 · 오타가와 방면 | 당 역 시발                 |
| 2 | ■ 비사이 선 | 상행 | 야토미 방면                                                    | 일부 쓰시마 방면도 발차    |
| 3 | ■ 비사이 선 | 하행 | 쓰시마 · 스카구치 · 나고야 · 니시오 · 오타가와 방면            | 야토미 방면으로부터의 직통 |

## 이용 현황
| 연도 | 1일 평균 승차 인원 |
| ---- | ------------------ |
| 2002 | 3,818              |
| 2003 | 3,812              |
| 2004 | 3,832              |
| 2005 | 3,973              |
| 2006 | 3,965              |
| 2007 | 3,948              |
| 2008 | 3,915              |
| 2009 | 3,823              |
| 2010 | 3,810              |
| 2011 | 3,849              |
| 2012 | 3,869              |
| 2013 | 4,020              |
| 2014 | 4,042              |
| 2015 | 4,170              |

## 역 주변
- 아이사이 시청
- 아이사이 시 주오 도서관
- 국영 기소산센 공원

## 인접 역
| 나고야 철도 ■ 비사이선   | 나고야 철도 ■ 비사이선     | 나고야 철도 ■ 비사이선     |
| ------------------------ | -------------------------- | -------------------------- |
| 시·종착역                | ■ 특급 · ■ 급행 · ■ 준특급 | 히비노 TB 08 스카구치 방면 |
| TB 10 고노산 야토미 방면 | ■ 보통                     | 히비노 TB 08 다마노이 방면 |